# Dennis Viollet

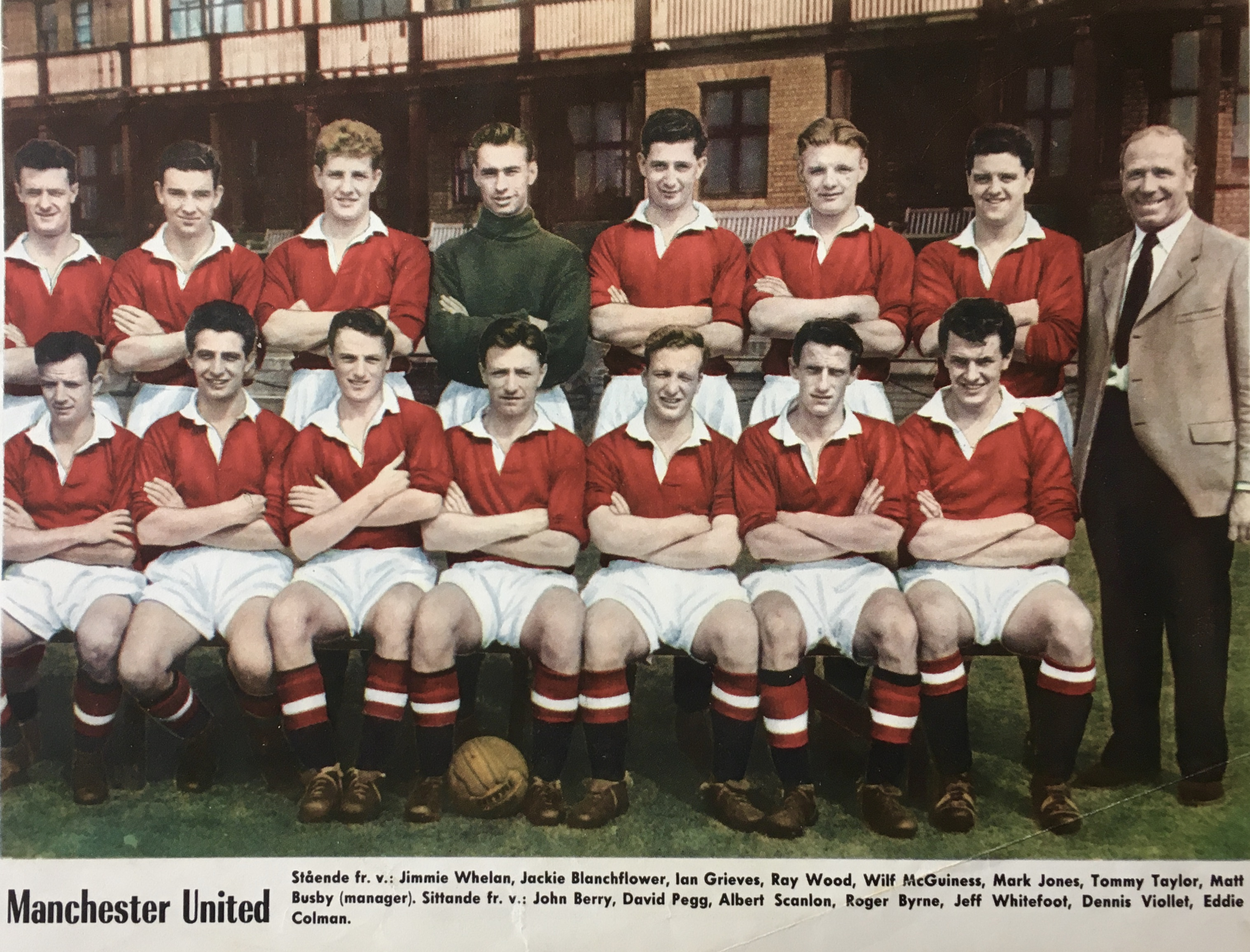
Manchester United F.C. aus dem Jahre 1957 – Bild zeigt 2. Reihe stehend v. l.: Jimmie Whelan, Jackie Blanchflower, Ian Greaves, Ray Wood, Wilf McGuinness, Mark Jones, Tommy Taylor, Matt Busby (Manager);1. Reihe hockend v. l.: Johnny Berry, David Pegg, Albert Scanlon, Roger Byrne (Kapitän), Jeff Whitefoot, Dennis Viollet und Eddie Colman.

Dennis Sydney Viollet (* 20. September 1933 in Manchester; † 6. März 1999 in Jacksonville, Florida) war ein englischer Fußballspieler und Fußballtrainer.

## Leben und Karriere

### Spielerkarriere
Viollet kam am 1. September 1949 zu Manchester United. Seinen ersten Profivertrag bekam der Stürmer 1950, sein Debüt gab er am 11. April 1953 im Spiel gegen Newcastle United. Er wurde mit Manchester United 1956 und 1957 englischer Meister.
Viollet war einer der Überlebenden des Flugzeugunglücks in München am 6. Februar 1958, bei dem 23 Menschen starben, darunter acht seiner Mannschaftskollegen.
Insgesamt spielte er 291-mal für die Manchester United und erzielte 178 Treffer. Während seiner Zeit bei diesem Verein spielte er zweimal im englischen Nationalteam in Spielen gegen Ungarn und Luxemburg. 1962 wurde er von Matt Busby überraschend an Stoke City verkauft. In diesem Team spielte er mit Stanley Matthews zusammen. Der Stürmer machte 207 Spiele für Stoke City und erzielte dabei 66 Tore. Nach fünf Jahren beendete er seine Karriere vorzeitig. 1967 gab Viollet für ein Jahr ein Comeback in der höchsten amerikanischen Spielklasse bei den Baltimore Bays. Nach seiner Rückkehr nach England spielte er noch kurz bei Witton Albion. Seine Spielerkarriere beendete er dann endgültig beim FC Linfield in Nordirland, mit denen er als Spielertrainer 1970 den nordirischen Pokal gewann.

### Trainerkarriere
Als Viollet seine Spielerkarriere beendet hatte, war er Trainer von Preston North End und Crewe Alexandra im Jahr 1971. In den 1980er Jahren ging er wieder in die USA, zuerst als Co-Trainer, später dann als Trainer von Jacksonville Teaman. Sein nächster Verein in den USA waren die Richmond Kickers, mit denen er das amerikanische Double holte. Der letzte Klub war Jacksonville Cyclones in der Saison 1997/98.

### Tod
Am 6. März 1999 starb Dennis Viollet im Alter von 65 Jahren an Krebs. Er wurde in die Hall of Fame des amerikanischen Fußballs aufgenommen und ein Universitätspokal in Florida wurde nach ihm benannt.

## Werdegang

### Stationen als Spieler
- Manchester United (1949–1962) (291 Spiele/178 Tore)
- Stoke City (1962–1967) (207 Spiele/66 Tore)
- Baltimore Bays (1967–1968)
- Witton Albion (1968–1969)
- FC Linfield (1969–1970)

### Stationen als Trainer
- FC Linfield (1969–1970)
- Preston North End (1970–1971)
- Crewe Alexandra (1971)
- Jacksonville Teaman (1983–1994)
- Richmond Kickers (1994–1997)
- Jacksonville Cyclones (1997–1999)

### Erfolge als Spieler
- Zweimal englischer Meister (1956, 1957) mit Manchester United
- Einmal nordirischer Pokalsieger (1970) mit den FC Linfield

### Erfolge als Trainer
- Einmal nordirischer Pokalsieger mit den FC Linfield (1970)
- Einmal US-amerikanischer Meister mit den Richmond Kickers (1995)
- Einmal US-amerikanischer Pokalsieger mit den Richmond Kickers (1995)